# 広島国際医療福祉専門学校
広島国際医療福祉専門学校（ひろしまこくさいいりょうふくしせんもんがっこう）は、広島県広島市にある日本の専修学校。設置者は学校法人　ひらた学園。

## 基本理念
- 個人の自立と地域社会の貢献できる人材育成

## 教育方針
- 「人間性」「希望」「個性」「未来」の４つを基本原則とし、『人間性・個性を大切にし、人の持つ可能性を引き出し、豊かな人生を一人一人が送ることができるような基礎教育を行う』こと

## 教育目的
- 「自然と人との共生」をコンセプトに生活環境をデザインし、環境整備をしてこれからの福祉社会に対して積極的にそれを受け入れ、一緒に作り上げていく必要があります。そのための技術と知識を身に付け、一人一人が自立を目指し社会貢献できる人材を育成していきます。

## 沿革
- 1995年 - IWAD女子技術学校として設立。IWADの意味は、I：Independence、W：Wimmin、A：Ability、D：Developmentからきている。
- 2003年 - IWAD環境福祉専門学校として開校。IWADはInstitute（学校）、Whole（様々な）、Ability（能力）、Development（引き出す）の頭文字で“様々な能力を引き出す学校”の意。
- 2017年 - IWAD環境福祉リハビリ専門学校に改称
- 2020年 - 広島国際医療福祉専門学校に改称

## 所在地
- 広島県広島市南区比治山本町14-22

## 学科
- 教育・社会福祉専門課程
  - 介護福祉学科
目標資格　介護福祉士　専門士　レクレーション資格
- 医療専門課程
  - 理学療法学科（PT）　昼間課程3年制
目標資格　理学療法士　専門士
  - 作業療法学科（OT）　夜間課程3年制
目標資格　作業療法士　専門士
- 日本語学科